# Pericrocotus
Pericrocotus é um género de ave da família Corvidae, tribo Oriolini. Esteve anteriormente classificado na família Campephagidae.
Este género contém as seguintes espécies:
- Pericrocotus roseus
- Pericrocotus cantonensis
- Pericrocotus divaricatus
- Pericrocotus tegimae
- Pericrocotus cinnamomeus
- Pericrocotus igneus
- Pericrocotus lansbergei
- Pericrocotus erythropygius
- Pericrocotus solaris
- Pericrocotus ethologus
- Pericrocotus brevirostris
- Pericrocotus miniatus
- Pericrocotus flammeus